# Ángel Mena
Ángel Israel Mena Delgado (Guayaquil, 1988. január 21. –) ecuadori válogatott labdarúgó, a mexikói León csatárja.
A válogatott tagjaként részt vett a 2016-os, 2019-es és a 2021-es Copa Américán.

## Statisztika

### A válogatottban
| Válogatott | Év       | Pályára lépés | Gól |
| ---------- | -------- | ------------- | --- |
| Ecuador    | 2015     | 4             | 0   |
| Ecuador    | 2016     | 4             | 1   |
| Ecuador    | 2017     | 4             | 0   |
| Ecuador    | 2019     | 8             | 3   |
| Ecuador    | 2020     | 4             | 2   |
| Ecuador    | 2021     | 14            | 1   |
| Ecuador    | 2022     | 7             | 0   |
| Ecuador    | 2023     | 3             | 0   |
| Összesen   | Összesen | 48            | 7   |

#### Góljai a válogatottban
| # | Időpont            | Helyszín                                                | Ellenfél  | Gólok | Eredmény | Kiírás               |
| - | ------------------ | ------------------------------------------------------- | --------- | ----- | -------- | -------------------- |
| 1 | 2016. március 24.  | Estadio Olímpico Atahualpa, Quito, Ecuador              | Paraguay  | 2–2   | 2–2      | 2018-as VB-selejtező |
| 2 | 2019. június 9.    | AT&T Stadion, Arlington, Amerikai Egyesült Államok      | Mexikó    | 1–1   | 2–3      | Barátságos mérkőzés  |
| 3 | 2019. június 24.   | Estádio Mineirão, Belo Horizonte, Brazília              | Japán     | 1–1   | 1–1      | 2019-es Copa América |
| 4 | 2019. október 13.  | Estadio Manuel Martínez Valero, Alicante, Spanyolország | Argentína | 1–3   | 1–6      | Barátságos mérkőzés  |
| 5 | 2020. november 12. | Estadio Hernando Siles, La Paz, Bolívia                 | Bolívia   | 2–1   | 3–2      | 2022-es VB-selejtező |
| 6 | 2020. november 17. | Estadio Rodrigo Paz Delgado, Quito, Ecuador             | Kolumbia  | 2–0   | 6–1      | 2022-es VB-selejtező |
| 7 | 2021. június 27.   | Estádio Olímpico Pedro Ludovico, Goiânia, Brazília      | Brazília  | 1–1   | 1–1      | 2021-es Copa América |

## Sikerei, díjai
- Emelec
  - Ecuadori bajnok: 2013, 2014, 2015

- Cruz Azul
  - Mexikói kupa: Apertura 2018

- Club León
  - Mexikói  bajnok: Guardianes 2020
  - Mexikói ligakupa: 2021